# Collision Risk Model
Il Collision Risk Model (CRM) è un modello probabilistico per il calcolo del rischio di collisione di un aeromobile con qualsiasi tipo di ostacolo, durante la fase di atterraggio ed eventuale mancato avvicinamento per gli avvicinamenti di precisione.
Il calcolo statistico è basato su i rilevamenti reali che, durante gli anni '70, furono raccolti e analizzati dai paesi più avanzati nel settore dell'aviazione civile: USA, Francia, Regno Unito, Australia.

## Storia
I dati raccolti vennero elaborati da ICAO che, con un'analisi matematica, individuò la soglia di accettabilità del rischio di collisione, pari a
{\displaystyle 1\cdot 10\exp {-7}} 
e valido per qualsiasi aeromobile operante in condizione normali. 
In altre parole qualsiasi ostacolo che comportasse una probabilità maggiore del valore precedente doveva essere considerato ostacolo rilevante ai fini della sicurezza per navigazione aerea, o comunque troppo rischioso in quella determinata configurazione aeroportuale.

## Uso
L'utilizzo di questo modello matematico avvenne tramite la programmazione in Fortran del calcolo del rischio di collisione con tutti quegli ostacoli in prossimità della zona aeroportuale. La delimitazione della zona entro la quale considerare gli ostacoli è intensa da 900m prima della soglia pista fino a 900m oltre (zona detta foot print). Come input per la computazione s'inserisce la categoria dell'ILS ed è possibile selezionare l'altezza minima a cui si desidera scendere. Altrimenti è possibile richiedere al sistema questa informazione come dato di output. Tutte le coordinate degli ostacoli sono riferite alla soglia pista(X,Y,Z). Tutti gli ostacoli al di sotto della soglia pista vengono scartati dalla computazione.
Il calcolo richiedeva moltissimo tempo sia per motivi tecnici, macchine poco performanti, sia per la complessità del calcolo che prevedeva anche gli effetti di ombra tra ostacoli, shadowing. Questo permetteva di tralasciare tutti quegli ostacoli messi in ombra da altri, semplificando il calcolo.
Il risultato viene espresso in termini di probabilità, rischio di collisione per ogni ostacolo, evidenziando quello con maggiore rischio di impatto e l'altezza minima raggiungibile rispetto alla soglia pista, lo zero.  

## Evoluzioni
Da questo modello matematico nascono anche le superfici di sicurezza denominate OAS (Obstacles Assessment Surface), comunemente detto "vascone". Esse delimitano uno spazio per gli avvicinamenti di precisione che contiene tutte le possibili rotte fino ad una possibilità di {\displaystyle 1\cdot 10\exp {-15}}.